# 高橋正郎
高橋 正郎（たかはし まさお、1932年1月22日　- ）は、日本の経済学者。専門は食品経済学、農業経済学。日本フードシステム学会初代会長、農政審議会委員、国土審議会特別委員・専門委員、経済審議会臨時委員・特別委員などを歴任。BSE問題に関する調査検討委員会（農林水産大臣、厚生労働大臣の私的諮問機関、2001年-2002年）においては委員長として、国のリスクマネジメントの必要性を強く指摘した。

## 経歴
- 1932年　中国・大連市生まれ
- 1957年　東京大学農学部農業経済学科卒業
- 1957年　東京大学農学部助手
- 1972年　農林省試験研究機関研究室長
- 1973年　農学博士
- 1984年　日本大学農獣医学部教授
- 2001年　女子栄養大学大学院客員教授
- 2007年　宮城大学食産業学部客員教授

## 著書

### 単著
- 『日本農業の組織論的研究」農業における「中間組織体」の形成と展開』（東京大学出版会、1973年）
- 『農業の経営と地域マネジメント』（農林統計協会、2002年）
- 『高橋正郎論文集』（農林統計協会、2002年）
- 『日本農業における企業者活動：東畑・金沢理論をふまえた農業経営学の展開』（農林統計出版、2014年）

### 共著
- （森昭）『自治体農政と地域マネジメント』（明文書房、1978年）

### 編著
- 『食料経済』（理工学社、1991年）
- 『日本農業の展開構造：1990年世界農林業センサス分析』（農林統計協会、1992年）
- 『わが国のフードシステムと農業』（農林統計協会、1994年）
- 『フードシステム学の世界：食と食料供給のパラダイム』（農林統計協会、1997年）
- 『野菜のフードシステム：加工品需要の増加に伴う構造変動』（農林統計協会、2000年）

### 共編著
- （永田恵十郎）『構造再編と農業指導：地域農業と「普及」の取組み』（全国農業改良普及協会、1981年）
- （梶井功）『集団的農用地利用：新しい土地利用秩序をめざして』（筑波書房、1983年）
- （斉藤修）『フードシステム学の理論と体系』（農林統計協会、2002年）
- （武部隆）『地域農業マネジメントの革新と戦略手法』（農林統計協会、2007年）

### 監修
- （白石正彦・生源寺眞一編）『フードシステムの展開と政策の役割』（農林統計協会、2003年）

### 監訳
- B. トレイル編『ECのフードシステムと食品産業：EC委員会「科学技術分野における予測と評価」プログラムの報告』（鈴木福松との共監訳、農林統計協会、1995年）